# Ops oeta
Ops oeta är en fjärilsart som beskrevs av De Nicéville 1895. Ops oeta ingår i släktet Ops och familjen juvelvingar. Inga underarter finns listade i Catalogue of Life.